# Карасик, Юлий Юрьевич
Ю́лий Ю́рьевич Кара́сик (укр. Юлій Юрійович Карасик, 24 августа 1923, Херсон — 23 января 2005, Москва) — советский российский кинорежиссёр и сценарист. Народный артист РСФСР (1977). Член Союза кинематографистов СССР.

## Биография
Юлий Карасик родился 24 августа 1923 года в городе Херсоне Украинской ССР.
В 1942—1946 годах — курсант Ташкентского высшего общевойскового командного училища имени В. И. Ленина (Узбекская ССР).
Учился на филологическом факультете Ленинградского государственного педагогического института имени А. И. Герцена, в актёрской школе при «Ленфильме» (мастерская И. Е. Хейфица и А. Г. Зархи).
В 1951 году окончил режиссёрский факультет Всесоюзного государственного института кинематографии (ВГИК) (курс С. А. Герасимова и Т. Ф. Макаровой), затем работал на «Свердловской киностудии» и на «Ленфильме». Числился режиссёром научно-попурярных фильмов. Первый полнометражный художественный фильм снял в 1960 году — «Ждите писем».
Юлий Карасик в 1971—1972 годах читал курс лекций «Беседы о мастерстве кинорежиссёра» на сценарном отделении Высших курсов сценаристов и режиссёров (ВКСР), в 1974—1976 гг. был художественным руководителем отделения вторых режиссеров, вел курс «Работа с актёром»; а в 1980—1982 гг. читал лекции по кинорежиссуре.
Член КПСС с 1953 года.
Скончался на 82-м году жизни 23 января 2005 года. Похоронен в Москве на Троекуровском кладбище (участок № 5). По состоянию на апрель 2023 года памятник не установлен.

### Личная жизнь
Юлий Карасик был дважды женат.
Первая жена — Любовь Александровна Цветкова, учительница; их дочь Наташа окончила киноведческий факультет ВГИКа.
Вторая жена (брак не был зарегистрирован) — Елена Фёдоровна Кулевская, родила двух детей: Марию Юльевну Карасик (род. 1966) и Михаила Юльевича Карасика (род. 1969).

## Фильмография

### Режиссёр
- 1960 — Ждите писем
- 1962 — Дикая собака динго
- 1966 — Человек, которого я люблю
- 1968 — Шестое июля
- 1970 — Чайка
- 1974 — Самый жаркий месяц
- 1976 — Собственное мнение
- 1979 — Стакан воды
- 1985 — Берега в тумане
- 1987 — Без солнца
- 1995 — Трое
- 1996 — Дни ненастья

### Сценарист
- 1966 — Человек, которого я люблю
- 1970 — Чайка
- 1974 — Самый жаркий месяц
- 1979 — Стакан воды
- 1981 — Не будь этой девчонки… (совместно с А. Лапиньшом)
- 1983 — За синими ночами (совместно с Наталией Синельниковой)
- 1987 — Подданные революции
- 1987 — Без солнца

## Признание

### Государственные награды и звания
- 1969 — Заслуженный деятель искусств РСФСР
- 1977 — Народный артист РСФСР (7 января 1977 года) — за заслуги в области советского киноискусства[7]

### Общественные награды
- 1962 — главный приз «Лев святого Марка» Международного фестиваля детских фильмов в Венеции и премия «Золотая ветвь» Национального фонда фильмов для юношества — за фильм «Дикая собака динго»[8].
- 1968 — специальная премия международного жюри авторов фильмов на XVI Международном кинофестивале в Карловых Варах (ЧССР) — за правдивое, драматическое отражение важнейших исторических событий в фильме «Шестое июля»[9].
- 1970 — диплом Государственного комитета СССР по кинематографии и Союза кинематографистов СССР на IV Всесоюзном кинофестивале (ВКФ) в Минске — за идейно-художественные достоинства и большой успех у зрителей фильма «Шестое июля»[9].
- 1973 — специальная премия «Серебряный Хьюго» на IX Международном кинофестивале в Чикаго (США) — за лучшую экранизацию классического произведения и мастерство актёрского ансамбля (фильм «Чайка»)[10].